# Dushana Zdravkova
Dushana Panayotova Zdravkova, née le 28 août 1953 à Orizare, est une femme politique bulgare.
Membre du parti Citoyens pour le développement européen de la Bulgarie, elle est députée européenne de 2007 à 2009. 